# Barbut pitvermell
El barbut pitvermell (Pogonornis dubius) és una espècie d'ocell de la família Capitonidae de l'ordre Piciformes que viu a les selves de l'Àfrica occidental. Presenta un plomall vermell al voltant del bec, motiu pel qual se'l coneix com a barbut de pit vermell. És un ocell vistós, emparentat amb els picots i els tucans. Són ocells gregaris, arborícoles i frugívors.